# Willie Kelly
Willie Kelly, diminutivo di William Kelly (Hill of Beath, 14 agosto 1922 – Blackburn, 11 luglio 1996) è stato un calciatore scozzese, di ruolo centrocampista.

## Biografia
Suo fratello minore Walter fu a sua volta un calciatore professionista; anche suo padre e altri due dei suoi fratelli hanno giocato nelle serie minori scozzesi.

## Carriera
Dal 1943 al 1946 Kelly fa parte della rosa del Dunfermline, ma fa il suo effettivo esordio in campionati professionistici solamente nel 1946, all'età di 24 anni, nella seconda divisione scozzese con gli Airdrieonians; rimane nel club fino al termine della stagione 1950-1951, giocando in totale due stagioni (la 1947-1948 e la 1950-1951) in prima divisione e tre stagioni (le rimanenti) in seconda divisione (con anche due promozioni conquistate, nelle stagioni 1946-1947 e 1949-1950). In cinque stagioni con il club segna in totale 14 reti in 83 partite di campionato giocate. Si trasferisce poi in Inghilterra, dove gioca per sei stagioni consecutive in seconda divisione con il Blackburn, con cui segna un gol in totali 157 partite di campionato giocate. Dopo una breve parentesi ai semiprofessionisti del Mossley si accasa all'Accrington Stanley, con cui nella stagione 1957-1958 gioca 24 partite in terza divisione. Si ritira infine nel 1959, all'età di 37 anni, dopo un'ultima stagione trascorsa nei semiprofessionisti del Darwen.
In carriera ha totalizzato complessivamente 181 presenze ed un gol nei campionati della Football League.